# Sára Fojt
Sára Fojt (Budapest, 3 de diciembre de 2003) es una deportista húngara que compite en piragüismo en la modalidad de aguas tranquilas.
Participó en los Juegos Olímpicos de París 2024, obteniendo dos medallas de bronce, en las pruebas de K2 500 m y K4 500 m. Ganó tres medallas de oro en el Campeonato Europeo de Piragüismo, en los años 2024 y 2025.

## Palmarés internacional
| Juegos Olímpicos   | Juegos Olímpicos         | Juegos Olímpicos  | Juegos Olímpicos |
| Año                | Lugar                    | Medalla           | Competición      |
| ------------------ | ------------------------ | ----------------- | ---------------- |
| 2024               | París (Francia)          | Medalla de bronce | K2 500 m         |
| 2024               | París (Francia)          | Medalla de bronce | K4 500 m         |
| Campeonato Europeo |                          |                   |                  |
| Año                | Lugar                    | Medalla           | Competición      |
| 2024               | Szeged (Hungría)         | Medalla de oro    | K2 1000 m        |
| 2024               | Szeged (Hungría)         | Medalla de oro    | K4 500 m         |
| 2025               | Račice (República Checa) | Medalla de oro    | K4 500 m         |